# Stenus excubitor
Stenus excubitor är en skalbaggsart som beskrevs av Wilhelm Ferdinand Erichson 1839. Stenus excubitor ingår i släktet Stenus, och familjen kortvingar. Enligt den svenska rödlistan är arten nära hotad i Sverige. Arten förekommer i Götaland, Gotland och Svealand. Artens livsmiljö är skogslandskap, våtmarker.